# Kuala Dendang
Kuala Dendang is een bestuurslaag in het regentschap Tanjung Jabung Timur van de provincie Jambi, Indonesië. Kuala Dendang telt 1966 inwoners (volkstelling 2010).